# Mai-Mai
Mai-Mai (alternative Schreibweisen Mayi-Mayi oder Maï-Maï) ist eine Sammelbezeichnung für verschiedene regionale Milizen im Osten der Demokratischen Republik Kongo.

## Geschichte
Lokale Milizen folgen einer kriegerischen Tradition im Ostkongo, die bis zum Maji-Maji-Aufstand 1905–07 im damaligen Deutsch-Ostafrika zurückreicht. Der Name geht auf den traditionellen Heiler Doktor Kanyanga zurück, der behauptete, moderne Gewehrkugeln würden von mit seinem heiligen Wasser geweihten Kämpfern wie Wasser abperlen, wenn sie sich strikt an Regeln hielten, wie sich nicht waschen, um den Zauberschutz nicht zu verlieren. Der Name Mai-Mai geht auf dieses Zauberwasser zurück und bedeutet auf Lingála „Wasser-Wasser“. Durch die Brutalisierung des Bürgerkrieges wurden die Regeln angepasst: „So sollten sich Kämpfer nicht waschen, aber sie sollten Frauen vergewaltigen.“
Die Mai-Mai unterstehen in neuerer Zeit der Leitung von Warlords, traditionellen Stammesführern, Dorfvorstehern oder politisch motivierten Widerstandskämpfern. Sie haben nur schwachen inneren Zusammenhalt. Oft besteht auch gar kein Kontakt zwischen Mai-Mai-Gruppen. Verschiedene Gruppen haben sich zu verschiedenen Zeiten mit einer Vielzahl von in- und ausländischen Regierungs- und Guerilla-Gruppen verbündet. Der Begriff Mai-Mai bezieht sich nicht auf eine bestimmte Bewegung, Zugehörigkeit oder politisches Ziel, sondern auf eine breite Palette von Gruppen, die meist nur lokal operieren.
Im Zweiten Kongokrieg wurden sie vor allem zur Verteidigung, meist gegen ruandische Kräfte aufgestellt. Aktiv wurden sie vor allem in Nord-Kivu und Sud-Kivu. Im bewaffneten Konflikt im Ostkongo haben sie auch Dörfer gegen Übergriffe der regulären Armee beschützt.